# دابويا
دابويا أو دابويه (بالفارسية: دابویه) كان الحاكم الدابويّ (إصبهبذ) لطبرستان. خلف والده جيل جاوبارا عام 660 وحكم حتى وفاته عام 712. وخلفه ابنه فرخان الأكبر. 